# Sd.Kfz. 6
Sd.Kfz. 6 (нем. mittlerer Zugkraftwagen 5t (Pioneer Ausfuhrung) — сокр. m. Zgkw. 5t. (Pion. Ausf.))— полугусеничный тягач с тяговым усилием пять тонн был разработан конструкторами германских фирм Büssing-NAG и «Daimler-Benz» в начале 1930-х годов и предназначался для транспортировки/буксировки инженерной техники и персонала (расчёта). Наибольшее распространение получил как артиллерийский тягач для буксировки орудий и артиллерийских расчётов по шоссе и бездорожью (в версии Sd.Kfz. 6/1). Производство нового транспортного средства было начато в 1935 году и продолжалось до 1943 года на заводах фирм Büssing-NAG и «Daimler-Benz».
Новая машина имела полугусеничный ход, что заметно повышало проходимость транспортёра, особенно когда вермахт ещё не имел транспортных средств на гусеничном ходу. С каждого борта имелось по шесть опорных катков, расположенных в шахматном порядке; снабжённые механизмом для натяжения гусениц ведущие колёса находились впереди.

## Техническая характеристика
- Боевая масса 7,5—9 т (в зависимости от модификации)
- Размеры:
  - длина 6325 мм
  - ширина 2260 мм
  - высота 2500 мм
- Экипаж: 1 водитель, 6-14 пассажиров (в зависимости от модификации)
- Тип двигателя: 6-цилиндровый Maybach HL 54TUKRM, 115 л. с.
- Максимальная скорость 50 км/ч
- Запас хода 300 км

В зависимости от предназначения тягач выпускался с кузовом одного из двух типов:
1. Артиллерийский тягач Sd.Kfz. 6/1 имел кузов с оборудованным в его кормовой части зарядным ящиком, в котором перевозились боеприпасы к буксируемому орудию.
2. Машина для инженерных войск (PF 10, PF 11 и PF 12) оснащалась кузовом, предназначенным в основном для перевозки личного состава; инженерное оборудование находилось, как правило, на буксируемом прицепе.

На обоих типах кузовов скамьи для размещения личного состава устанавливались поперёк продольной оси машины, с обеих сторон кузова имелись вырезы для быстрой посадки десанта. Для защиты от дождя и снега над кузовом и кабиной разворачивался брезентовый тент. Всего выпущено 3660 ед.
К 1 марта 1945 года в частях вермахта и войск СС насчитывалось 757 машин этого типа, часть из которых использовалась не в качестве артиллерийского тягача, а в других целях.

## Основные модификации
- Sd.Kfz. 6/1 — mittlerer Zugkraftwagen 5t (Artillerie-Ausfuhrung) (сокр. m. Zgkw. 5t (Artl. Ausf.) — артиллерийский тягач.
- Sd.Kfz. 6/2 — Selbstfahrlafette mit 3,7 cm Flak 36 auf Zgkw 5t — самоходная зенитная установка.
- Sd.Kfz. 6/3 — 7,62 cm F.K. (r) auf gepanzerter Selbstfahrlafette (известна как «Diana», но скорее всего это имя машине дали британцы) — данная машина была чистой импровизацией — на Sd.Kfz. 6 устанавливали трофейные советские пушки Ф-22. Пушка устанавливалась вместе с лафетом, включая колеса, частично обрезались станины, тягач обшивался 10-мм вертикальными бронелистами. Прототип был изготовлен в начале сентября 1941 года. В октябре — ноябре фирмой «Алкетт» было выпущено 9 установок. 5 января 1942 года первые шесть Sd.Kfz. 6/3 были доставлены в Триполи, остальные три — 23 февраля. Вошли в состав 605-го танкоистребительного батальона 90-й лёгкой дивизии. Ко 2 декабря 1942 года все машины были потеряны.
- 75-мм самоходное орудие — тоже импровизация с установкой пушки калибра 75 мм.